# Zeuxine gilgiana
Zeuxine gilgiana är en orkidéart som beskrevs av Friedrich Fritz Wilhelm Ludwig Kraenzlin och Schltr.. Zeuxine gilgiana ingår i släktet Zeuxine och familjen orkidéer. Inga underarter finns listade i Catalogue of Life.